# Республика Армения (книга Симона Врацяна)
Республика Армения (арм. Հայաստանի Հանրապետություն) — книга армянского государственного деятеля, последнего премьер-министра первой Республики Армении (25 ноября—2 декабря 1920 года) Симона Врацян, опубликованная им в 1928 году в Париже.

## Содержание
В честь 10-летия со дня основания первой Республики Армения Симон Врацян пишет и в 1928 году в Париже издаёт книгу, в которой излагает историю Первой армянской республики. В книге освещается положение Западной и Восточной Армении в годы Первой мировой войны (см. Кавказский фронт Первой мировой войны, положение, создавшееся в Армении в результате революции в России, армяно-турецкие войны (1918 и 1920 гг., значение Сардарапатской и других битв.
В книге излагаются также вопросы, связанные с провозглашением Арменией независимости, общественно-экономического, политического и культурного развития, армяно-грузинского пограничного спора, а также вопросы, касающиеся Арцаха, Зангезура и Нахиджевана. В книге также представлена стенограмма заседаний парламента Первой республики.